# Literarische Woche Bremen
Die Literarische Woche Bremen wird seit 1976 von der Rudolf-Alexander-Schröder-Stiftung organisiert mit jährlich wechselnden inhaltlichen Schwerpunkten. Sie steht in zeitlicher Verbindung zur Verleihung des Bremer Literaturpreises.

## Aufgabe
Die Rudolf-Alexander-Schröder-Stiftung fördert ein Programm literarischer Veranstaltungen in Bremen. Die Literarische Woche Bremen bietet im Schwerpunkt Lesungen, Ausstellungen, Filmvorführungen, Gespräche und Musik sowie Veranstaltungen für Jugendliche an. Sie will ein Forum der Debatte und der zeitkritischen Auseinandersetzung in hochkarätiger Besetzung sein. Die Programme werden in Kooperation mit anderen Kulturinstitutionen in Bremen gestaltet. u. a. dem Bremer Literaturkontor.
Im Januar 2022 fand die 46. Literarische Woche in Bremen statt. Festivalleitung: Katja Bischoff für die Rudolf-Alexander-Schröder-Stiftung., Pressesprecherin der Stadtbibliothek Bremen, Am Wall 201.